# Ustersbach
Ustersbach – miejscowość i gmina w Niemczech, w kraju związkowym Bawaria, w rejencji Szwabia, w regionie Augsburg, w powiecie Augsburg, wchodzi w skład wspólnoty administracyjnej Gessertshausen. Leży w Parku Natury Augsburg – Westliche Wälder, około 20 km na południowy zachód od Augsburga, przy drodze B300 i przy linii kolejowej Ulm - Augsburg.

## Dzielnice
W skład gminy wchodzą następujące dzielnice:
- Mödishofen
- Osterkühbach
- Baschenegg

## Zabytki
W miejscowości znajduje się katolicki Kościół pw. św. Frydolina (St. Fridolin) z XVI-XVIII wieku.

## Polityka
Wójtem gminy jest Maximilian Stumböck z CSU/FW, rada gminy składa się z 12 osób.
|      | CSU/FW | FWG | Razem |
| 2008 | 8      | 4   | 12    |
| 2002 | 12     | -   | 12    |